# 自由變異
自由變異（free variation、又称自由變體）在語音學上是指兩個（或多個）有差異的語音出現在相同的情境中、這兩者（或多者）可互相替代使用，而母語的使用者認為這二者（或多者）相同。

## 範例
以英語爲例：清塞喉化音位於字詞的最後位置上，例如：單詞<stop>（停止）末端的輔音可發一個普通的未送氣音[p]、[stɑp]，或一喉化音[pˀ]、[stɑpˀ]。
以南京話爲例：南京話拼音的聲母l可以說[l]也可以說[n]，“你”和“里”是同音字，不論說者說[li]還是[ni]，對聽者來說都是一個音。
以首都泰語爲例：聲母/ร/的輕鬆方式說[ɹ]，但嚴格方式[r]，對聽者來說都是一個音。
以臺灣國語爲例：聲母ㄖ的輕鬆方式說[ɹ]，但嚴格方式[ɹ̠˔ɹ]，對聽者來說都是一個音。

## 延伸說明
當音素為自由變異，發音人有時強烈意識到這種實際的情況（尤其是在這樣的變化僅僅是可見的一種跨"方言"或"社會方言（socio-lectal）的分裂")，並且會注意到。例如：<tomato>（番茄）在英國英語和美國英語上的發音是不同的，或者兩種發音的流通為平均隨機的分佈。